# Divlje Jagode
Divlje Jagode (рус. Земляника) — югославская и боснийская хеви-метал-группа. Коллектив считается пионером жанра хеви-метал в бывшей СФРЮ и одной из икон рок-музыки в Боснии и Герцеговине.
За 35-летнюю творческую деятельность Divlje Jagode выпустили 11 студийных альбомов, которые разошлись тиражом более 4 миллионов экземпляров.
Группа была создана в городе Бихач в 1977 году гитаристом Сеадом Липовац. Первым вокалистом стал Анте Янкович. Первый альбом они выпустили в 1979 году.
В своё время участником Divlje Jagode был Ален Исламович, который позже был вокалистом группы Горана Бреговича Bijelo Dugme.

## Участники коллектива

### Вокалисты
- Анте Янкович «Toni» — вокал (1976—1981), (2005 — поныне)
- Ален Исламович — вокал, бас-гитара (1981—1986)
- Златан Цехич «Ćeha» — вокал, бас-гитара (1984—1996), (2006- поныне)
- Младен Войчич «Tifa» — вокал (1988)
- Златан Стипишич «Gibonni» — вокал (1989—1990)
- Жанил Татай «Žak» — вокал (1990—1992), (1994—1997)
- Эмир Церич «Cera» — вокал (1996—1997)
- Перо Галич — вокал (2002—2005)

### Гитаристы
- Сеад Липоваца «Zele» — гитара (1976- поныне)
- Нихад Юсуфхович — бас (1976—1979)
- Златан Чехич «Ćeha» — бас-гитара (1984—1994), (2006- поныне)
- Санин Карич — бас-гитара (1996—1998), (2005)
- Леян Орешкович — бас (2002—2004)

## Дискография

### Альбомы
- Divlje jagode (1979)
- Stakleni hotel (1981)
- Motori (1982)
- Čarobnjaci (1983)
- Vatra (1985)
- Wild Strawberries (1987) — as Wild Strawberries
- Konji (1988)
- Labude, kad rata ne bude (1995)
- Sto vjekova (1996)
- Od neba do neba (2003)
- Biodinamička ljubav (2013)

### Сборники
- Najbolje (1986)
- Sarajevo ti i ja (1993)
- The Very Best Of: Let na drugi svijet (2004)
- Najljepše balade: Krivo je more (2004)

### Синглы
- «Jedina moja» / «Rock 'n' Roll» (1977)
- «Moj dilbere» / «Prijatelj» (1977)
- «Patkica» / «Kad bi vi, gospođo» (1978)
- «Nemam ništa protiv» / «Bit će bolje» (1979)
- «Piramida» (2006)
- «Ne, nisam ja» (2011)